# Mravinac
Mravinac (mažuran, origan, lat. Origanum), biljni rod od pedesetak vrsta jednogodišnjeg i dvogodišnjeg raslinja, trajnica i polugrmova iz porodice usnača (Lamiaceae). 
Ime roda Origanum dolazi od grčkih riječi oros (radost) i ganos (planina), i prevodi se kao radost planine. U Hrvatskoj rastu O. vulgare, poznata kao divlji divlji mažuran, origano ili obični mravinac, ljekovita biljka koja ima i insekticidni učinak na mrave i moljce. Druga vrsta poznata u Hrvatskoj je vrtni ili mirisni mažuran (O. majorana), koju zovu i majoran, mirišljavak i brojnim drugim imenima. Njezino eterično ulje ima antibakterijska djelovanja (na pr. E. coli). 
žljezdastodlakavi mravinac, sukrugljasti mažuran ili kretski mažuran, podvrsta je divljeg mažurana i raste na južnom primorju Hrvatske, njezin znanstveni naziv je O. vulgare subsp. viridulum (Martrin-Donos) Nyman. Nije priznata za posbnu vrstu, a sinonim joj je O. heracleoticum

## Vrste
1. Origanum acutidens (Hand.-Mazz.) Ietsw.
2. Origanum × adae Dirmenci & T.Yazici
3. Origanum × adanense Baser & H.Duman
4. Origanum × adonidis Mouterde
5. Origanum akhdarense Ietsw. & Boulos
6. Origanum amanum Post
7. Origanum ayliniae Dirmenci & T.Yazici
8. Origanum × barbarae Bornm.
9. Origanum bargyli Mouterde
10. Origanum bilgeri P.H.Davis
11. Origanum boissieri Ietsw.
12. Origanum brevidens (Bornm.) Dinsm.
13. Origanum calcaratum Juss.
14. Origanum compactum Benth.
15. Origanum cordifolium (Montbret & Aucher ex Benth.) Vogel
16. Origanum cyrenaicum Bég. & Vacc.
17. Origanum dayi Post
18. Origanum dictamnus L.
19. Origanum × dolichosiphon P.H.Davis
20. Origanum ehrenbergii Boiss.
21. Origanum elongatum (Bonnet) Emb. & Maire
22. Origanum floribundum Munby
23. Origanum × haradjanii Rech.f.
24. Origanum haussknechtii Boiss.
25. Origanum husnucan-baseri H.Duman, Aytaç & A.Duran
26. Origanum hypericifolium O.Schwarz & P.H.Davis
27. Origanum × intercedens Rech.f.
28. Origanum × intermedium P.H.Davis
29. Origanum isthmicum Danin
30. Origanum jordanicum Danin & Kunne
31. Origanum laevigatum Boiss.
32. Origanum leptocladum Boiss.
33. Origanum libanoticum Boiss.
34. Origanum × lirium Heldr. ex Halácsy
35. Origanum majorana L.
36. Origanum × majoricum Cambess.
37. Origanum × malyeri Dirmenci & T.Yazici
38. Origanum microphyllum (Benth.) Vogel
39. Origanum × minoanum P.H.Davis
40. Origanum minutiflorum O.Schwarz & P.H.Davis
41. Origanum × munzurense Kit Tan & Sorger
42. Origanum × nebrodense Tineo ex Lojac.
43. Origanum onites L.
44. Origanum × pabotii Mouterde
45. Origanum pampaninii (Brullo & Furnari) Ietsw.
46. Origanum petraeum Danin
47. Origanum punonense Danin
48. Origanum ramonense Danin
49. Origanum rotundifolium Boiss.
50. Origanum saccatum P.H.Davis
51. Origanum scabrum Boiss. & Heldr.
52. Origanum × sevcaniae Dirmenci, Arabaci & T.Yazici
53. Origanum sipyleum L.
54. Origanum solymicum P.H.Davis
55. Origanum symes Carlström
56. Origanum syriacum L.
57. Origanum vetteri Briq. & Barbey
58. Origanum vogelii Greuter & Burdet
59. Origanum vulgare L.